# Degói csata (1796)
A második degói csata 1796. április 14–15-e zajlott le a francia forradalmi háborúk idején a francia erők és az osztrák-szárd erők között. A csatát Dego falu közelében vívták Északnyugat-Itáliában, és francia győzelmet eredményezett.

## Háttér
Miután sikeresen szétverte az osztrák jobbszárnyat a montenottei csatában, Bonaparte Napóleon folytatta a terve szerint a Jean-Pierre de Beaulieu vezette osztrák hadsereg és a Szárd-Piemonti Királyság Michelangelo Alessandro Colli-Marchini által irányított hadseregének szétválasztását, hogy külön-külön verje meg őket.  Egy Degónál kiépített védelemmel a franciák meg akarták szerezni az út ellenőrzését, amely a két hadsereg közti kapcsolatot biztosította.  A város védekezőrendszere  a hegytetőn álló várból  és a földsáncokból állt, és csak egy kis osztrák és a szárd-piemonti seregekből összecsapott kevert egység védte.

## Erők
Itáliai hadsereg: Bonaparte Napóleon (15 000)
- Hadsereg parancsnokság:
  - Hadosztály: Henri Stengel
    - Ezredek: 5. dragonyos, 22. lovas
- Hadtest: André Masséna
  - Hadosztály: Amédée Laharpe
    - Dandárok: Jean Pijon, Jean Ménard, Jean Cervoni
    - Féldandárok: 1. könnyű, 14., 21., 69., 70. és 99. sor

  - Hadosztály: Jean Meynier
    - Dandárok: Elzéard Dommartin, Barthélemy Joubert
    - Féldandárok: 45., 46., 84. és 100. sorgyalogság

- Osztrák erők
  - Jobbszárny: Eugène Argenteau (5700)
    - osztrák ezredek, 1 zászlóalj: Stain gyalogosezred # 50, Pellegrini gyalogosezred# 49, Schröder gyalogosezred #26, Alvinczi József # 19, Terzi gyalogosezred #16, Nádasdy gyalogosezred # 39, Deutschmeister gyalogosezred # 4
    - Osztrák ezredek: Preiss gyalogosezred #24 (3 zászlóalj), Habsburg–Toscanai Antal Viktor főherceg gyalogosezred #52 (2 zászlóalj)
    - Szárd ezredek: La Marina gyalogosezred (2 zászlóalj), Montferrat gyalogosezred (1 zászlóalj)

  - Dandárok: Josip Filip Vukasović (3500)
    - Ezredek: Carlstadt Grenz gyalogosezred (2 zászlóalj), Alvinczi gyalogosezred # 19, Nádasdy gyalogosezred # 39, Preiss gyalogosezred #24 (mind 1 zászlóalj)

## A csata

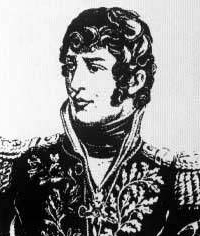
Jean Baptiste Cervoni

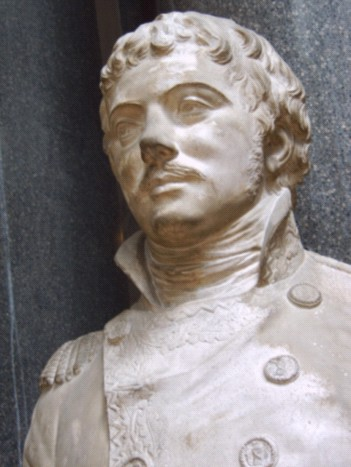
Amédé Emmanuel François Laharpe

Április 14-én André Masséna seregéből Amédée Laharpe hadosztálya és egy dandár Jean-Baptiste Meynier hadosztályából megtámadták a várost. A franciák 1500 halott vagy sebesült árán áttörték a védelmet. Az osztrákok 3000 embert vesztettek, beleértve a nagy számú hadifoglyot.  Az osztrák jobbszárny  maradéka elmenekült Argenteau vezetésével északkeletre Acqui Terme városába. Bonaparte megparancsolta Meyniernek, hogy  tartsa Degót, amíg Laharpe hadosztálya nyugaton harcolt Colli szárd erőivel.

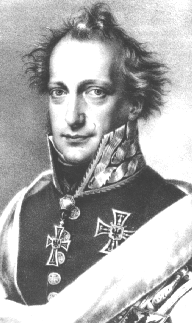
Habsburg–Toscanai Antal Viktor főherceg

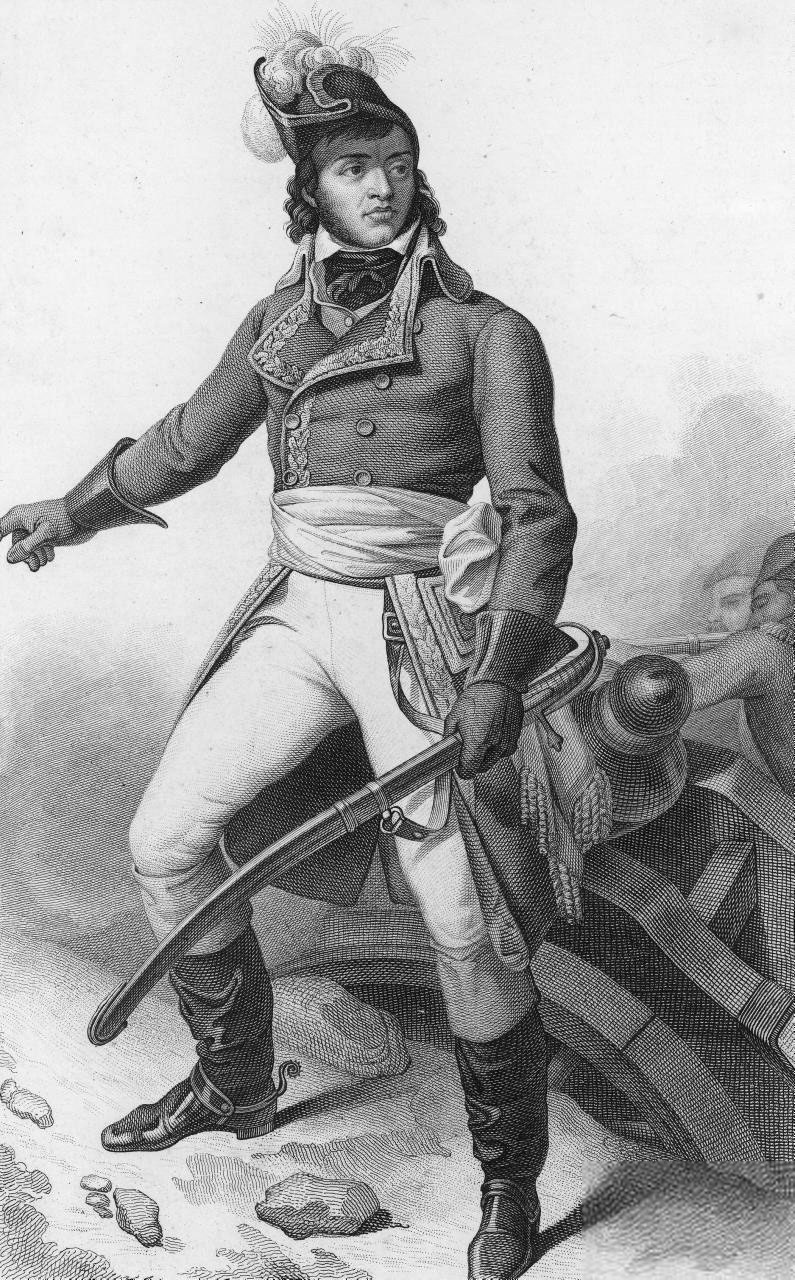
Barthélemy Catherine Joubert

Ugyanakkor a francia csapatok kifosztották Degót, és az éjszaka folyamán ezek többnyire szétszóródtak a közeli házakban. Április 15-én hajnalban a köd leple alatt az osztrákok Vukasović ezredes vezetésével ellentámadást indítottak. Beaulieu meg akarta erősíteni Vukasović seregével Argenteau-ét, de a parancsát szegényesen írta le, és alárendeltje túl későn kapta meg azt. Ugyanakkor ez meglepte a franciákat és visszanyomták őket a kiindulási pontra a nap vége előtt. A meglepetésszerű támadás Massénát állítólag az ágyban lepte meg, ahol egy nővel volt, és hálóingben kellett elmenekülnie.
Massénának  egy kis időbe tellett, hogy felismerje a helyzetet és ismét átvegye az irányítást. Visszahívta Laharpe erőit és ellentámadást szervezett, amelyet támogatott a további erősítésekkel Bonaparte is. Vukasović erőit számbelileg felülmúlták, és így nem tudta megvédeni sokáig a helyet, visszavonult, Dego végleg a franciák kezére került.

## Eredmények
A második nap az osztrákok további 670 sebesültet vagy halottat vesztettek, plusz 1087 hadifoglyot. A Preiss gyalogezrednek voltak különösen súlyos veszteségei. A franciák 621 halottat és 317 hadifoglyot veszítettek. A második napon Bonapartét meglepte Beaulieu szorongatása keletről, így a francia tábornok átszervezte erőit, és erős őrjáratokat küldött ki április 16-án.  De Argenteau kudarca  a Montenotte-nél és Degonál  megrázta Beaulieu idegeit és  Acquiban maradt. Meggyőződve arról, hogy Beaulieu már nincs képben, Bonaparte Colli erői ellen fordult  a fő erőivel április 17-én.  Április 21-én Colli seregét a Mondovì csatában teljesen szétverték és hamarosan utána a szárd erők békét kértek.

## Fordítás
- Ez a szócikk részben vagy egészben  a   Second Battle of Dego című angol Wikipédia-szócikk fordításán alapul.  Az eredeti cikk szerkesztőit annak laptörténete sorolja fel. Ez a jelzés csupán a megfogalmazás eredetét és a szerzői jogokat jelzi, nem szolgál a cikkben szereplő információk forrásmegjelöléseként.